# Papua-skogsvallaby
Papua-skogsvallaby (Dorcopsulus macleayi) är en pungdjursart som först beskrevs av Nicholas Miklouho-Maclay 1885. Dorcopsulus macleayi ingår i släktet skogsvallabyer och familjen kängurudjur. IUCN kategoriserar arten globalt som livskraftig. Inga underarter finns listade.
Pungdjuret förekommer på sydöstra Nya Guinea och vistas där i bergstrakter som är 1 000 till 1 800 meter höga. Habitatet utgörs främst av tropisk regnskog.
Med en genomsnittlig kroppslängd (huvud och bål) av 49 cm, en svanslängd av cirka 32 cm och en vikt av 3 till 5 kg är arten mindre än den andra skogsvallabyn i samma släkte. Papua-skogsvallaby har ungefär 11,5 cm långa bakfötter och gråbrun päls som blir lite ljusare på undersidan. Vid artens vitaktiga svansspets finns bara några glest fördelade hår. Tanduppsättningen kännetecknas av två små framtänder med en liten klaff mellan, av korta hörntänder samt av breda molarer.
Papua-skogsvallaby är aktiv på natten och den är marklevande. Födan utgörs av blad, unga växtskott och örter. Hos arten sker parningen oftast i slutet av januari och i början av februari. Dräktigheten varar i cirka 21 dagar och sedan föds en eller två ungar. Ungarna är bara rudimentärt utvecklade och de kravlar till moderns pung (marsupium). De lever där cirka 18 månader och efter denna tid slutar honan med digivning. Könsmognaden för båda kön infaller efter ungefär två år. Livslängden antas vara lika som hos andra mindre skogsvallabyer, alltså upp till 8 år.
Detta pungdjur jagas av olika rovlevande fåglar som Papuaörn och kilstjärtsörn.